# Gare de Biache-Saint-Vaast
Pour les articles homonymes, voir Gare de Saint-Vaast.
La gare de Biache-Saint-Vaast est une gare ferroviaire française de la ligne de Paris-Nord à Lille, située sur le territoire de la commune de Biache-Saint-Vaast, dans le département du Pas-de-Calais, en région Hauts-de-France.
C'est une halte voyageurs de la Société nationale des chemins de fer français (SNCF), desservie par des trains TER Hauts-de-France.

## Situation ferroviaire
Établie à 57 mètres d'altitude, la gare de Biache-Saint-Vaast est située au point kilométrique (PK) 204,333 de la ligne de Paris-Nord à Lille, entre les gares de Rœux et de Vitry-en-Artois.

## Histoire
En 1930, le Conseil général adopte un vœu pour la reconstruction de l'abri voyageurs établi le long du quai détruit pendant la guerre. Cette demande a déjà été exprimée mais la Compagnie du Nord n'a pas daigné y répondre.
En 2016, selon les estimations de la SNCF, la fréquentation annuelle de la gare est de 56 668 voyageurs après 60 234 voyageurs en 2015 et 62 183 voyageurs en 2014.

## Service des voyageurs

### Accueil
Halte SNCF, c'est un point d'arrêt non géré (PANG), à entrée libre. Elle est équipée d'un automate pour l'achat de titres de transport. Elle dispose néanmoins d'un bâtiment voyageurs ouvert pendant trois heures le matin avec un agent présent uniquement pour des renseignements.
Une passerelle permet la traversée des voies et le passage d'un quai à l'autre.

### Desserte
Biache-Saint-Vaast est desservie par des trains TER Hauts-de-France qui effectuent des missions entre les gares : d'Achiet et de Douai ; d'Arras et de Douai ou Lille-Flandres.

### Intermodalité
Un parc pour les vélos et un parking sont aménagés à ses abords.

## Patrimoine ferroviaire
Un petit bâtiment voyageurs, du type Reconstruction, a remplacé le bâtiment d’origine, détruit lors de la Première Guerre mondiale. Il possède une façade recouverte d’enduit avec de faux colombages décorant le corps de logis.
L’aile basse, dévolue à l’accueil des voyageurs, possède cinq travées tandis que le corps de logis à étage, de même largeur que l’aile, en possède deux. Les arcs bombés surplombant portes et fenêtres sont réalisés en briques rouges et blanches.